# Smíchovská synagoga
Smíchovská synagoga má jako jedna ze dvou synagog na území Prahy funkcionalistický vzhled, vděčí za něj nicméně přestavbě z počátku 30. let dvacátého století. Jelikož smíchovská židovská obec, která synagogu původně vlastnila, zanikla v průběhu druhé světové války, sloužila synagoga po několik desetiletí zcela nenáboženským účelům, v současnosti ji využívá Židovské muzeum v Praze jako archiv.

## Předchozí podoba
Synagoga vznikla jako náhrada za první synagogu smíchovské židovské obce, která byla již po třech letech od postavení v tak dezolátním stavu, že ohrožovala své návštěvníky. Prostředky na stavbu nové synagogy věnoval obci tehdejší smíchovský starosta a zakladatel nedaleké vagónky Franz Ringhoffer (toho jména druhý, titul barona získal až později).
Synagoga byla dokončena 30. srpna 1863 a její tehdejší exteriér byl novorománský, zatímco interiérem odkazovala k maurskému slohu. Pokud jde o velikost, teprve se rozvíjející smíchovská obec se zřejmě nemohla rovnat těm starším: v mužské části její synagogy se nacházelo přes 180 sedadel a v ženské téměř 140. Pro srovnání: ve Španělské synagoze mělo být 400 či 500 mužských sedadel a 300 míst na ženské galerii, takže všichni návštěvníci synagogy smíchovské by se vešli téměř jen do tohoto ženského oddělení a zaplnili by tak něco přes třetinu její kapacity. Smíchovská židovská obec se hlásila k reformnímu ritu, a proto bylo součástí inventáře její synagogy harmonium a později i varhany.
V roce 1897 padla centrální rakousko-uherská vláda, vedená Kazimírem Badenim, jelikož usilovala o zrovnoprávnění česky a německy hovořících poddaných v Českých zemích. V mnoha českých městech, včetně Prahy a okolí, vyvolala tato událost nepokoje namířené proti Němcům i Židům, a to kvůli obecně rozšířenému stereotypu, že Židé jsou Němcům nakloněni. Než byly násilnosti (také pomocí stanného práva) potlačeny, byla poničena i smíchovská synagoga.

## Moderní historie

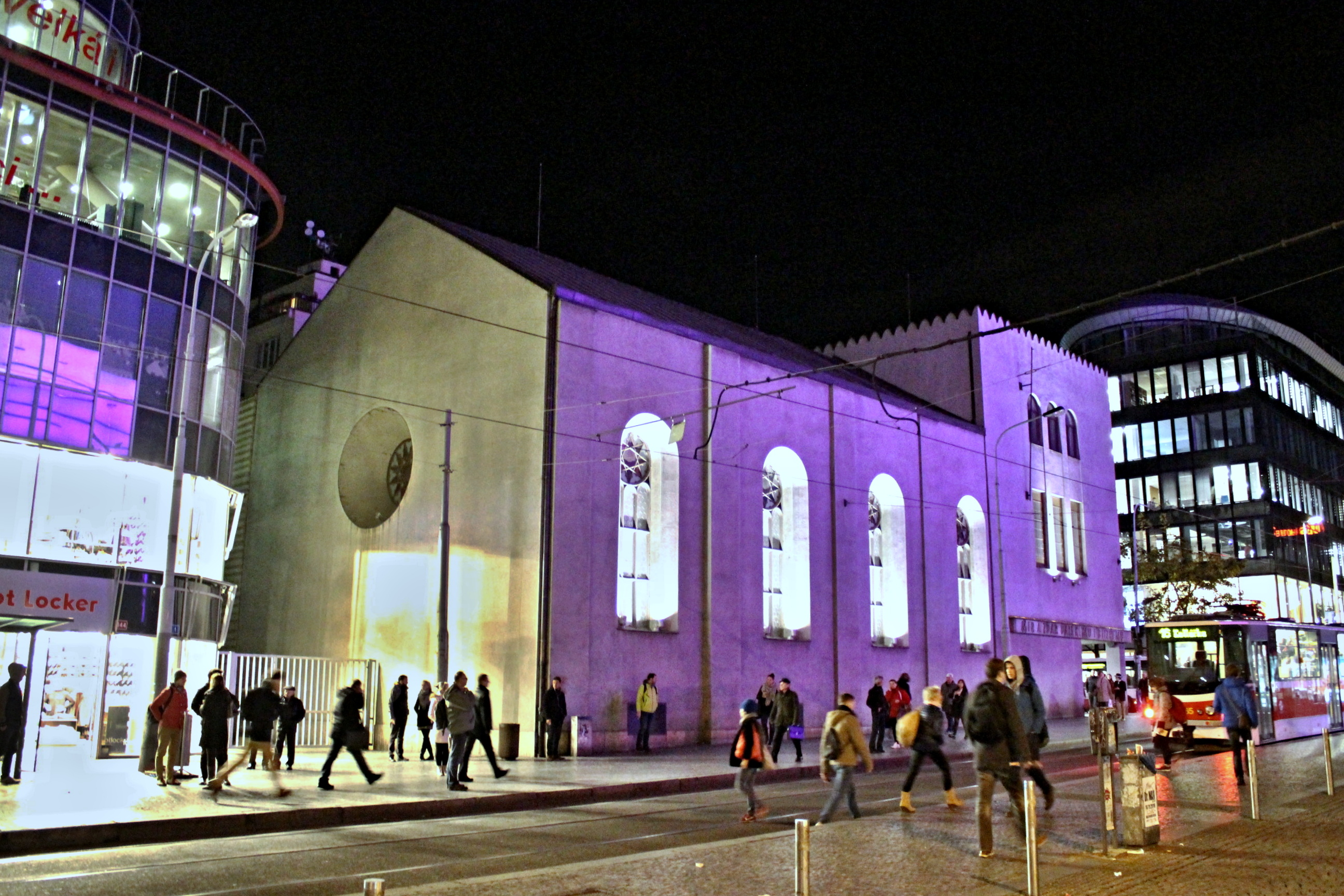
Smíchovská synagoga ve večerním osvětlení, listopad 2016

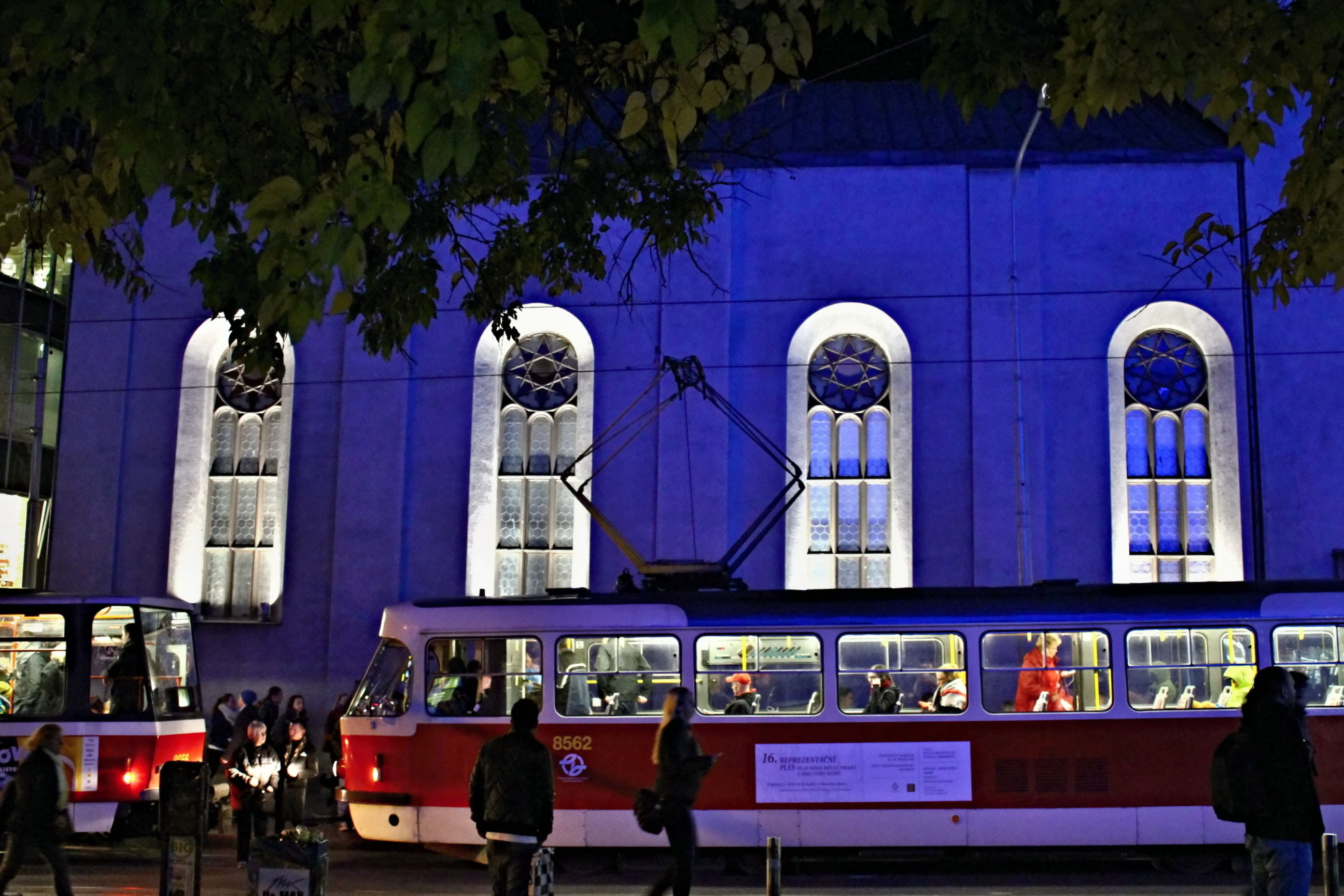
Smíchovská synagoga se zastávkou MHD ve večerním osvětlení, listopad 2016

Od 20. let dvacátého století hledala smíchovská obec pozemek pro stavbu nové synagogy, ale jelikož žádný vhodný nezískala, rozhodla se nakonec pro přebudování synagogy stávající. Ta tak díky moderní puristické přestavbě podle návrhu architekta Leopolda Ehrmanna získala v roce 1931 funkcionalistický vnější vzhled (vnitřní výzdoba byla zřejmě secesní). Smíchovská židovská obec ji však v krásném novém hávu již mnoho neužila.
Posledním předváečným rabínem smíchovské synagogy byl mezi lety 1909 až 1939 rabín Dr. Samuel Arje.
Už v roce 1941, tedy deset let po přebudování, v synagoze nacistická správa zřídila sklad konfiskovaného majetku. Po druhé světové válce smíchovská židovská obec již nebyla obnovena a z její synagogy se v 50. letech 20. století stal sklad blízké továrny Tatra Smíchov. Tento způsob užívání ani související stavební zásahy (zalití podlahy betonem, přestropování, zbudování výtahu) budově nesvědčily a v roce 1986 bylo dokonce rozhodnuto o její demolici, které se však podařilo zabránit zařazením budovy na seznam památek.
Po sametové revoluci, v roce 1990, se synagoga stala majetkem pražské židovské obce, která ji roku 1998 pronajala Židovskému muzeu v Praze. V následujících pěti letech byla smíchovská synagoga kompletně zrestaurována a muzeum nyní její prostory využívá jako archiv a studovnu. Uvnitř synagogy byla k tomuto účelu zbudována samonosná konstrukce, která nikterak nezasahuje do obnovené výzdoby interiéru.

## Zajímavosti
Snad nejvíce poutají pozornost kolemjdoucích nápisy nad podloubím. Na severní straně je česky Mír a zdar dalekému i blízkému (Izajáš 57, 19), na západní straně pak hebrejsky לא בחיל ולא בכח כי אם ברוחי אמר ה לפק (Ne mocí ani silou, nýbrž mým duchem, praví Hospodin… Zacharjáš 4, 6, ČEP), verš v různých obměnách často citovaný prezidentem T.G. Masarykem. Hebrejský nápis má gematrickou hodnotu odkazující k letopočtu (5)691, rok přestavby synagogy.
V roce 1999 v ještě neutěšeném interiéru synagogy natočil Vladimír Michálek jednu ze scén svého filmu Anděl Exit. 

## Fotogalerie

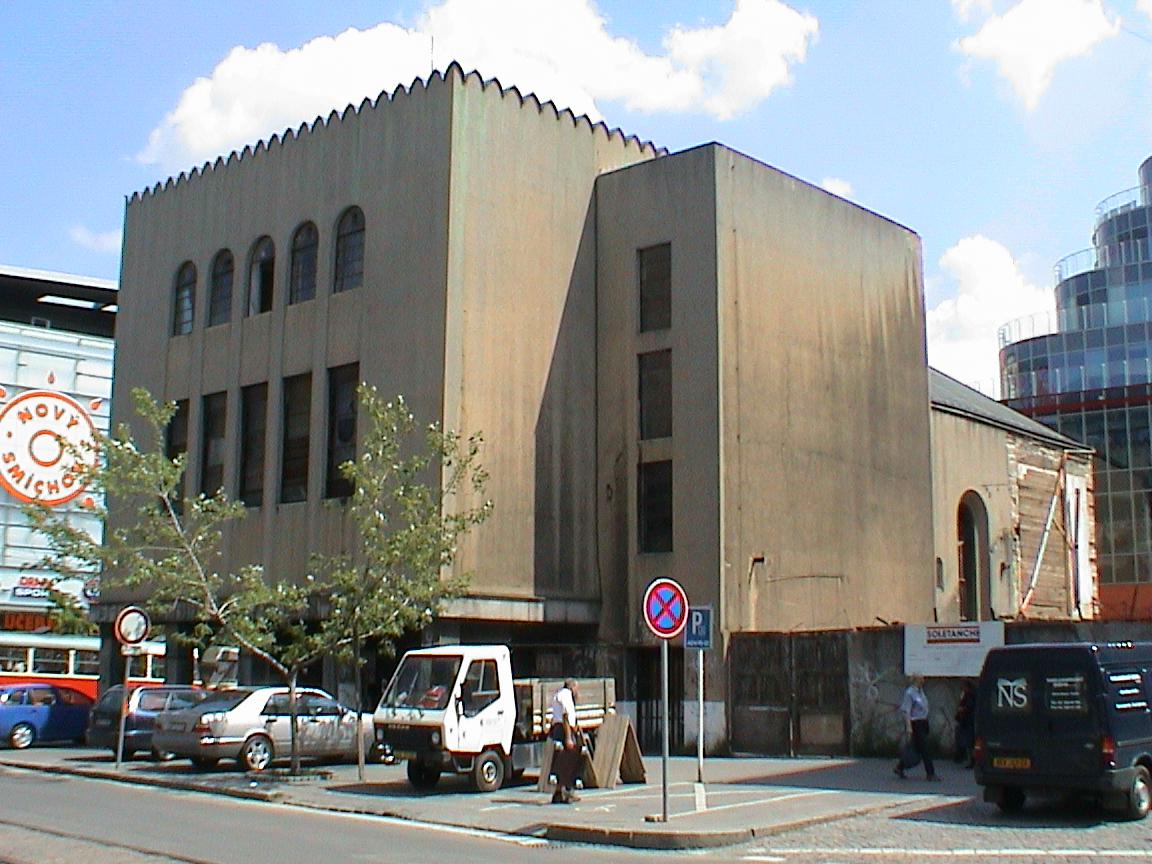
Smíchovská synagoga v roce 2002, před rekonstrukcí
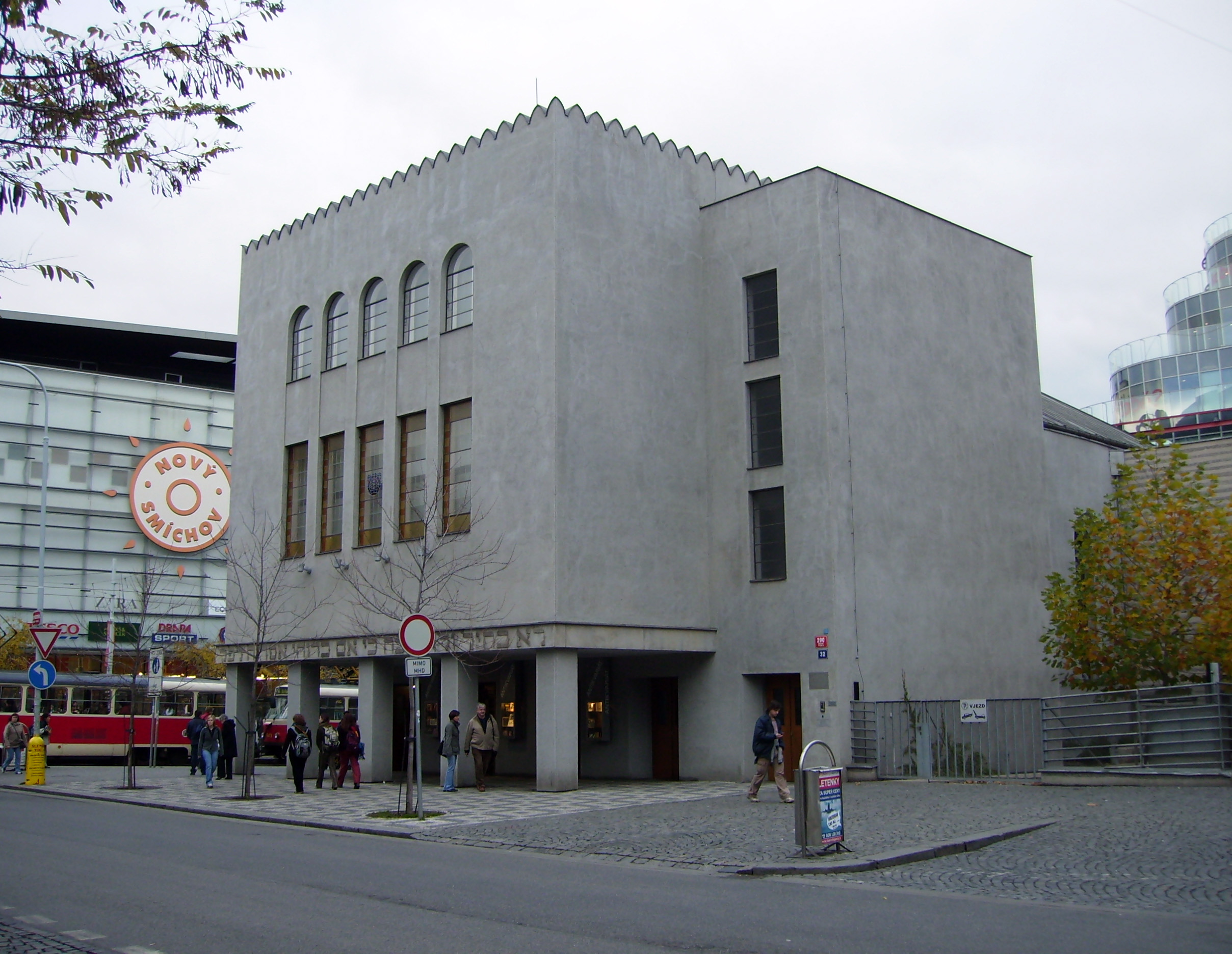
Smíchovská synagoga v roce 2006, ve dne
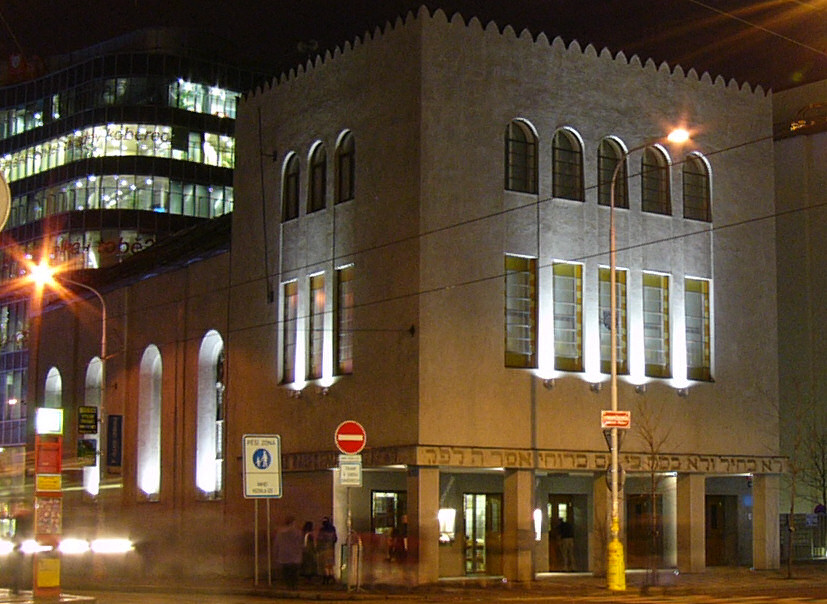
Smíchovská synagoga v roce 2006, v noci
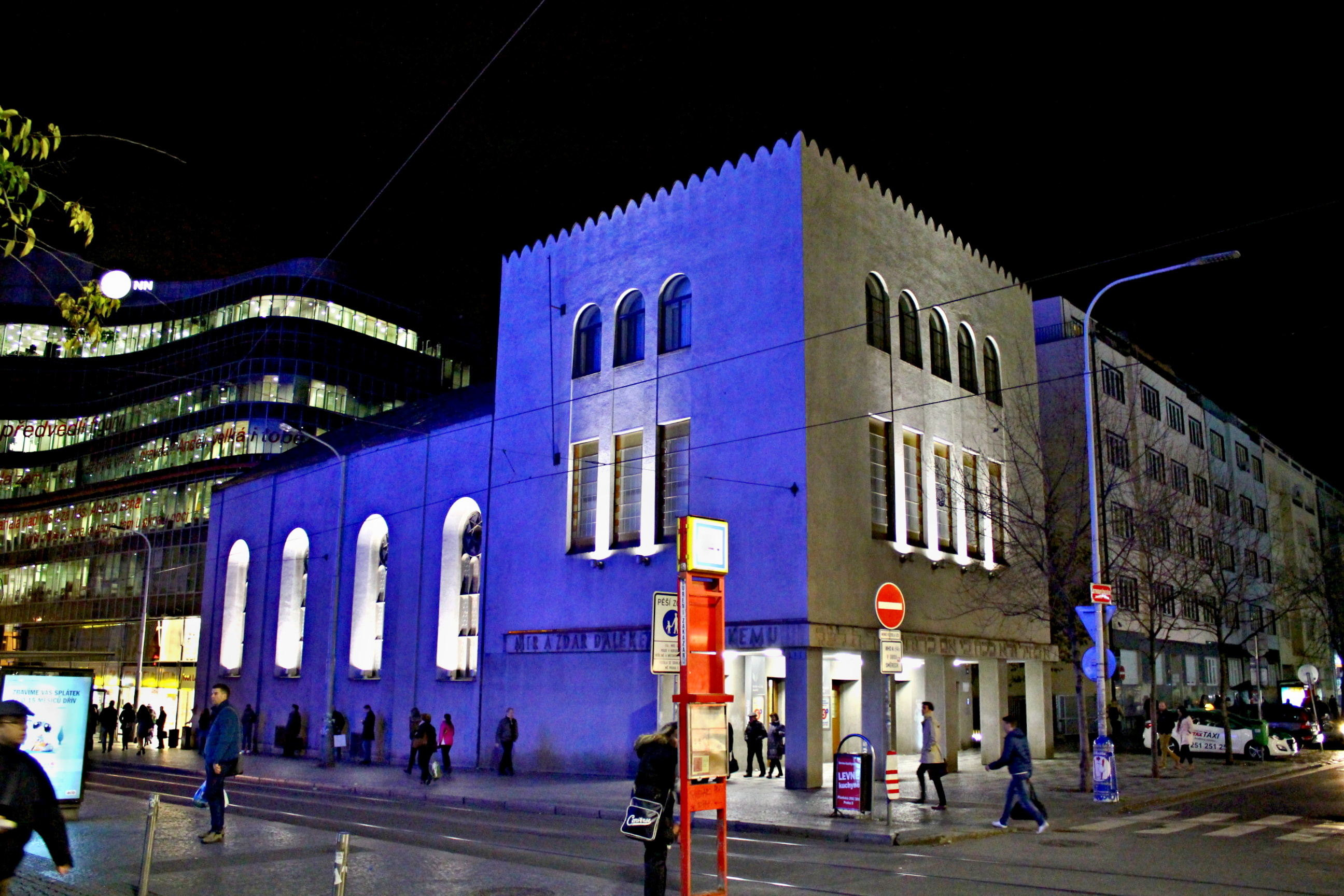
Smíchovská synagoga v roce 2016, v noci
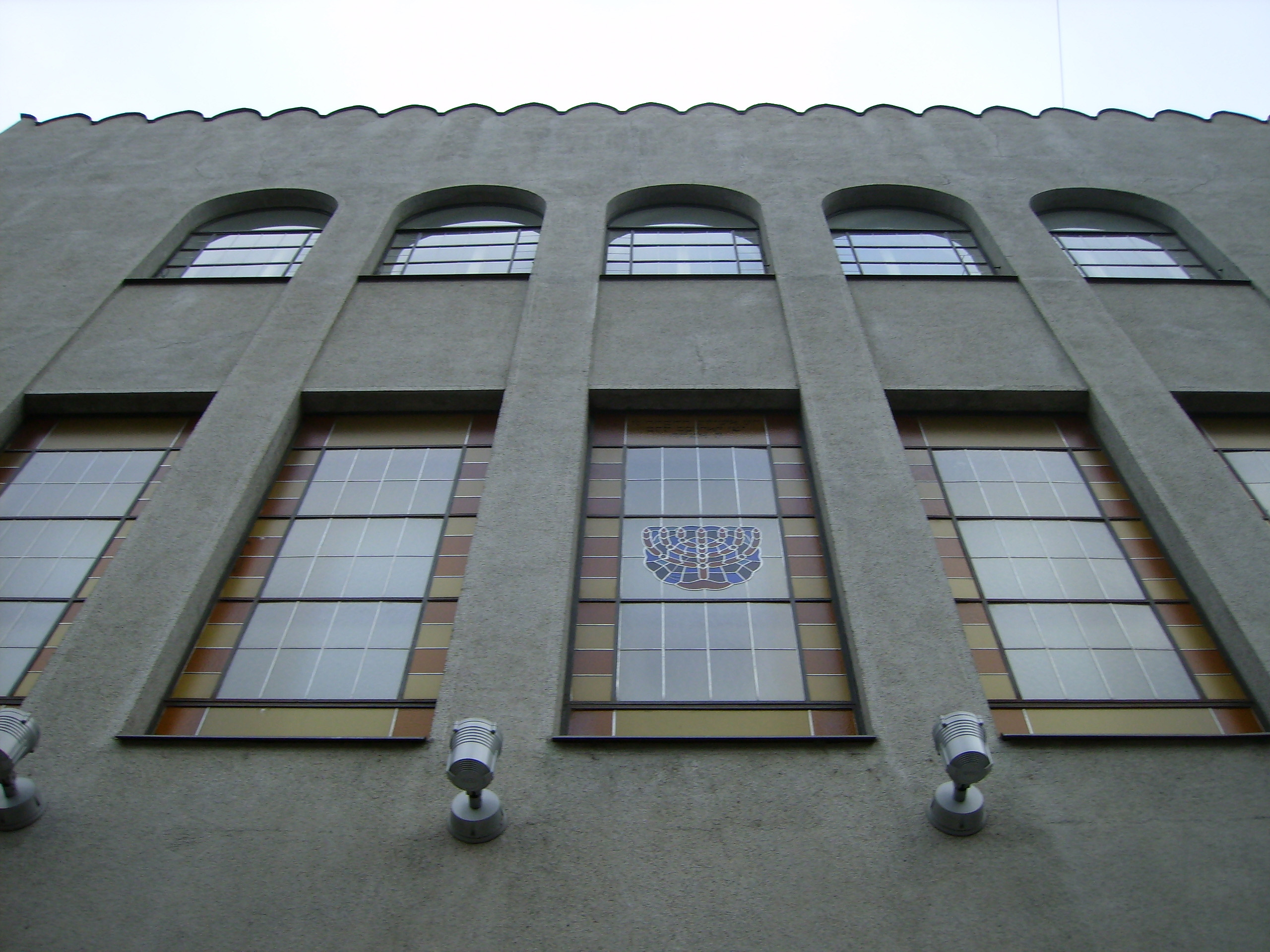
Detail oken